# Saint-Just-sur-Viaur
Saint-Just-sur-Viaur är en kommun i departementet Aveyron i regionen Occitanien i södra Frankrike. Kommunen ligger  i kantonen Naucelle som ligger i arrondissementet Rodez. År 2022 hade Saint-Just-sur-Viaur 210 invånare.

## Befolkningsutveckling
Antalet invånare i kommunen Saint-Just-sur-Viaur
Referens: INSEE